# Aufstand der Gladiatoren
Aufstand der Gladiatoren (Originaltitel: La rivolta dei gladiatori) ist ein italienisch-spanisch-französischer Monumentalfilm in Farbe von Vittorio Cottafavi. Das Drehbuch wurde von dem Autorengespann Gian Paolo Callegari, Ennio De Concini, Francesco De Feo, Gianfranco Parolini, Giovanni Simonelli, Francesco Thellung und Natividad Zaro verfasst. Die Hauptrollen sind mit Ettore Manni, Gianna Maria Canale, Mara Cruz und Georges Marchal besetzt. Das Werk erlebte seine Uraufführung am 12. Oktober 1958 in Italien. In der Bundesrepublik Deutschland kam der Film erstmals am 30. Januar 1959 ins Kino.

## Handlung
Unter der Herrschaft Kaiser Trajans hat das römische Heer ganz Mesopotamien besetzt und ist nun dabei, weit über den Tigris hinaus in den Orient vorzustoßen. Das wichtigste Quartier dazu befindet sich in Ctesiphon. Dort warten die römischen Patrizier auf die Rückkehr des Kaisers und vertreiben sich die Zeit damit, den Tänzen orientalischer Schönheiten und den Schaukämpfen der Gladiatoren zuzuschauen. Aus ihrer Behaglichkeit werden sie jedoch aufgeschreckt, als eine der Kohorten am Euphrat von Armeniern schwer bedrängt wird. Von zwei Gefangenen erfahren die Römer, dass der totgeglaubte armenische König Osroes I. noch lebt und einen Angriff auf Ctesiphon plant. Um diesen abzuwehren, entsendet Konsul Veturius den jungen Militärtribun Marc Numidius zum Hof des persischen Statthalters Chrisippe, der mit den Römern verbündet ist. Marc freut sich über diesen Auftrag, zumal er ihm Gelegenheit gibt, wieder einmal Zahar, die schöne Tochter des Statthalters, zu sehen.
In Chrisippes Haus muss Marc feststellen, dass Zahars Vater inzwischen in zweiter Ehe verheiratet ist und seine Gattin Amira Marcs baldige Abreise herbeisehnt; denn sie treibt hinter dem Rücken ihres Mannes ein wüstes Ränkespiel. Mit ihrer Billigung schmiedet König Osroes den Plan zu einem großen Feldzug gegen die Römer. Finanziert werden soll dieser mit dem sagenumwobenen Schatz des Statthalters. Um diesen in die Hand zu bekommen, werden die Gladiatoren gegen den Statthalter aufgewiegelt. Bei einem Fest stürmen sie seinen Palast, töten ihn und suchen nach dem Schatz. Marc kann sich gerade noch schwerverletzt in ein Versteck retten. Wegen der misslungenen Schatzsuche entlädt sich Amiras Zorn über ihre Stieftochter. Zahar wird beschuldigt, ihren Vater ermordet zu haben, und in den Kerker geworfen.
Den Armeniern und ihren verbündeten Parthern gelingt es, den Belagerungsring um Ctesiphon zu schließen. Auf einmal sehen die Römer König Osroes in starrer Haltung, begleitet von einem Herold, in ihre Stadt reiten. Die Armenier glauben, dass ihr Oberhaupt mit dem römischen Konsul verhandeln wolle, und halten sich bedeckt. Als sich das Tor hinter dem König geschlossen hat, stellt sich heraus, dass dieser tot ist. Von Marc Numidius wurde er in einem Zweikampf ehrlich besiegt und um die Feinde zu bluffen hierher geführt.
Aus der Ferne sieht man Kaiser Trajans großes Heer anrücken. Während die Parther die Flucht ergreifen, ziehen die Gladiatoren den Tod einer erneuten Gefangenschaft vor. Marc wird zum Prokonsul von Ctesiphon ernannt. Gemeinsam mit seiner geliebten Zahar sieht er einer glücklichen Zukunft entgegen.

## Produktionsnotizen
Die Bauten wurden von den Filmarchitekten Antonio Simoni und Franco Fortuna geschaffen. Enzo Bulga und María López waren für die Kostüme zuständig.

## Kritik
Das Lexikon des internationalen Films zieht folgendes Fazit: „Revolte armenischer Gladiatoren gegen altrömische Kolonialherrschaft: Wirksam in Untersicht fotografiert, schlachten sich markige Männer vor blauem Himmel; Tote füllen in Scharen das Theaterrund.“